# Cirrimaxilla
Cirrimaxilla is een monotypisch geslacht van straalvinnige vissen uit de familie Muraenidae (Murenen).

## Soort
- Cirrimaxilla formosa Chen & Shao, 1995